# Chinesische Mannschaftsmeisterschaft im Schach 2005
Die Chinesische Mannschaftsmeisterschaft im Schach 2005 (offizielle Bezeichnung: 2005 Torch Real Estate Chinese Chess League) war die erste Austragung dieses Wettbewerbes. Es nahmen 19 Mannschaften teil, Meister wurden die Beijing Patriots.
Zu den gemeldeten Mannschaftskadern siehe Mannschaftskader der Chinesischen Mannschaftsmeisterschaft im Schach 2005.

## Modus
Die 19 Mannschaften bestritten zunächst in der Vorrunde ein einfaches Rundenturnier. Die sechs Erstplatzierten der Vorrunde qualifizierten sich für das A-Finale, die Mannschaften auf den Plätzen 7 bis 12 für das B-Finale, während die Mannschaften auf den letzten sieben Plätzen in die Division B abstiegen. Das A-Finale wurde als doppeltes Rundenturnier ausgetragen, das B-Finale als einfaches Rundenturnier. Die beiden Letzten des B-Finales stiegen in die Division B ab. Über die Platzierungen entschied zunächst die Anzahl der Mannschaftspunkte (zwei Punkte für einen Sieg, ein Punkt für ein Unentschieden, kein Punkt für eine Niederlage), anschließend die Anzahl der Brettpunkte (ein Punkt für einen Sieg, ein halber Punkt für ein Remis, kein Punkt für eine Niederlage).

## Termine und Spielorte
Die Wettkämpfe der Vorrunde fanden statt vom 20. bis 25. April, 8. bis 14. Mai und 21. bis 26. Juni. Die ersten sechs Runden wurden in Jinan gespielt, die Runden 7 bis 13 in Wuxi und die letzten sechs Runden in Xiapu.
Die Wettkämpfe des A-Finales wurden gespielt am 11., 18. und 25. August, 15., 22. und 29. September, 27. Oktober, 17., 22. und 23. November, das B-Finale wurde vom 12. bis 16. September durchgeführt.

## Vorrunde
Während einerseits erhebliche Spielstärkeunterschiede zu erkennen waren (so verlor Macau alle Wettkämpfe mit 0:5, und die Qingdao School gewann nur gegen Macau und verlor alle übrigen Wettkämpfe), waren andererseits die Startplätze in den Finalgruppen hart umkämpft. Erst in der letzten Runde sicherten sich die Beijing Patriots den Platz im A-Finale durch einen Sieg gegen den direkten Konkurrenten Wenzhou Law School, und auch die Entscheidung über den zwölften Platz fiel erst in der Schlussrunde zugunsten von Shenzhen Shirble.

### Abschlusstabelle
| Pl. | Verein                       | Sp | G  | U  | V  | MP    | Brett-P.  |
| --- | ---------------------------- | -- | -- | -- | -- | ----- | --------- |
| 01. | Hebei Tianwei School         | 18 | 13 | 4  | 1  | 30:6  | 58,5:31,5 |
| 02. | Jiangsu Netcom               | 18 | 11 | 6  | 1  | 28:8  | 57,5:32,5 |
| 03. | Shandong Qilu Evening News   | 18 | 11 | 4  | 3  | 26:10 | 61,0:29,0 |
| 04. | Shanghai Jianqiao University | 18 | 9  | 8  | 1  | 26:10 | 55,5:34,5 |
| 05. | Beijing Patriots             | 18 | 11 | 3  | 4  | 25:11 | 57,0:33,0 |
| 06. | Zhejiang Medicine            | 18 | 10 | 5  | 3  | 25:11 | 54,5:35,5 |
| 07. | Wenzhou Law School           | 18 | 10 | 3  | 5  | 23:13 | 52,0:38,0 |
| 08. | Guangdong                    | 18 | 6  | 10 | 2  | 22:14 | 54,0:36,0 |
| 09. | Chongqing Mobile             | 18 | 9  | 3  | 6  | 21:15 | 50,5:39,5 |
| 10. | Tianjin                      | 18 | 8  | 4  | 6  | 20:16 | 47,0:43,0 |
| 11. | Wuxi Tiancheng Real Estate   | 18 | 6  | 7  | 5  | 19:17 | 50,0:40,0 |
| 12. | Shenzhen Shirble             | 18 | 7  | 3  | 8  | 17:19 | 49,0:41,0 |
| 13. | Shandong international       | 18 | 6  | 4  | 8  | 16:20 | 45,0:45,0 |
| 14. | Heilongjiang Pharmaceuticals | 18 | 4  | 7  | 7  | 15:21 | 44,0:46,0 |
| 15. | Hubei                        | 18 | 4  | 6  | 8  | 14:22 | 44,0:46,0 |
| 16. | Tianjin Summer team          | 18 | 2  | 3  | 13 | 7:29  | 33,0:57,0 |
| 17. | Sichuan                      | 18 | 2  | 2  | 14 | 6:30  | 30,0:60,0 |
| 18. | Qingdao School               | 18 | 1  | 0  | 17 | 2:34  | 12,5:77,5 |
| 19. | Macao                        | 18 | 0  | 0  | 18 | 0:36  | 0,0:90,0  |

### Entscheidungen
|  | qualifiziert für das A-Finale: Hebei Tianwei School, Jiangsu Netcom, Shandong Qilu Evening News, Shanghai Jianqiao University, Beijing Patriots, Zhejiang Medicine |
|  | qualifiziert für das B-Finale: Wenzhou Law School, Guangdong, Chongqing Mobile, Tianjin, Wuxi Tiancheng Real Estate, Shenzhen Shirble                              |
|  | Absteiger in die Division B: Shandong international, Heilongjiang Pharmaceuticals, Hubei, Tianjin Summer team, Sichuan, Qingdao School, Macao                      |

### Kreuztabelle
| Ergebnisse | Ergebnisse                   | 01. | 02. | 03. | 04. | 05. | 06. | 07. | 08. | 09. | 10. | 11. | 12. | 13. | 14. | 15. | 16. | 17. | 18. | 19. |
| ---------- | ---------------------------- | --- | --- | --- | --- | --- | --- | --- | --- | --- | --- | --- | --- | --- | --- | --- | --- | --- | --- | --- |
| 01.        | Hebei Tianwei School         |     | 4   | 3   | 2½  | 3   | 3½  | 2   | 2½  | 2½  | 3   | 4   | 3   | 3½  | 2½  | 3   | 4½  | 3   | 4   | 5   |
| 02.        | Jiangsu Netcom               | 1   |     | 2½  | 2½  | 3   | 2½  | 3   | 3½  | 2½  | 3   | 2½  | 2½  | 3   | 3   | 5   | 4   | 4   | 5   | 5   |
| 03.        | Shandong Qilu Evening News   | 2   | 2½  |     | 2   | 4   | 2   | 2½  | 2½  | 3   | 2½  | 4   | 3½  | 4½  | 4   | 4½  | 3½  | 4   | 5   | 5   |
| 04.        | Shanghai Jianqiao University | 2½  | 2½  | 3   |     | 1½  | 3½  | 2½  | 2½  | 3½  | 2½  | 3½  | 3   | 3   | 2½  | 2½  | 2½  | 5   | 4½  | 5   |
| 05.        | Beijing Patriots             | 2   | 2   | 1   | 3½  |     | 2   | 3½  | 2½  | 3½  | 2½  | 2½  | 3½  | 4   | 4½  | 3½  | 3½  | 4   | 4   | 5   |
| 06.        | Zhejiang Medicine            | 1½  | 2½  | 3   | 1½  | 3   |     | 3   | 2½  | 2½  | 3½  | 2½  | 3   | 2½  | 2   | 3½  | 4   | 4   | 5   | 5   |
| 07.        | Wenzhou Law School           | 3   | 2   | 2½  | 2½  | 1½  | 2   |     | 3   | 2   | 4   | 3½  | 3   | 1½  | 3   | 2½  | 3½  | 3½  | 4   | 5   |
| 08.        | Guangdong                    | 2½  | 1½  | 2½  | 2½  | 2½  | 2½  | 2   |     | 3   | 2½  | 2½  | 2½  | 2½  | 4   | 2½  | 4½  | 4   | 5   | 5   |
| 09.        | Chongqing Mobile             | 2½  | 2½  | 2   | 1½  | 1½  | 2½  | 3   | 2   |     | 4   | ½   | 1½  | 3½  | 3   | 3   | 4   | 3½  | 5   | 5   |
| 10.        | Tianjin                      | 2   | 2   | 2½  | 2½  | 2½  | 1½  | 1   | 2½  | 1   |     | 3½  | 1½  | 3   | 3   | 3   | 3   | 3½  | 4   | 5   |
| 11.        | Wuxi Tiancheng Real Estate   | 1   | 2½  | 1   | 1½  | 2½  | 2½  | 1½  | 2½  | 4½  | 1½  |     | 2½  | 3½  | 2½  | 2½  | 4   | 4½  | 4½  | 5   |
| 12.        | Shenzhen Shirble             | 2   | 2½  | 1½  | 2   | 1½  | 2   | 2   | 2½  | 3½  | 3½  | 2½  |     | 1½  | 2   | 3   | 4   | 4   | 4   | 5   |
| 13.        | Shandong international       | 1½  | 2   | ½   | 2   | 1   | 2½  | 3½  | 2½  | 1½  | 2   | 1½  | 3½  |     | 2½  | 2½  | 3   | 3½  | 4½  | 5   |
| 14.        | Heilongjiang Pharmaceuticals | 2½  | 2   | 1   | 2½  | ½   | 3   | 2   | 1   | 2   | 2   | 2½  | 3   | 2½  |     | 2½  | 2½  | 2½  | 5   | 5   |
| 15.        | Hubei                        | 2   | 0   | ½   | 2½  | 1½  | 1½  | 2½  | 2½  | 2   | 2   | 2½  | 2   | 2½  | 2½  |     | 4   | 4½  | 4   | 5   |
| 16.        | Tianjin Summer team          | ½   | 1   | 1½  | 2½  | 1½  | 1   | 1½  | ½   | 1   | 2   | 1   | 1   | 2   | 2½  | 1   |     | 2½  | 5   | 5   |
| 17.        | Sichuan                      | 2   | 1   | 1   | 0   | 1   | 1   | 1½  | 1   | 1½  | 1½  | ½   | 1   | 1½  | 2½  | ½   | 2½  |     | 5   | 5   |
| 18.        | Qingdao School               | 1   | 0   | 0   | ½   | 1   | 0   | 1   | 0   | 0   | 1   | ½   | 1   | ½   | 0   | 1   | 0   | 0   |     | 5   |
| 19.        | Macao                        | 0   | 0   | 0   | 0   | 0   | 0   | 0   | 0   | 0   | 0   | 0   | 0   | 0   | 0   | 0   | 0   | 0   | 0   |     |

## Endrunde

### A-Finale
Während nach der Hinrunde die Shandong Qilu Evening News, die Beijing Patriots und die Hebei Tianwei School noch dicht zusammen lagen, startete Beijing mit vier Siegen in die Rückrunde und stand damit bereits vor der letzten Runde als Meister fest.

#### Abschlusstabelle
| Pl. | Verein                       | Sp | G | U | V | MP    | Brett-P.  |
| --- | ---------------------------- | -- | - | - | - | ----- | --------- |
| 01. | Beijing Patriots             | 10 | 7 | 1 | 2 | 15:5  | 27,5:22,5 |
| 02. | Hebei Tianwei School         | 10 | 5 | 1 | 4 | 11:9  | 23,0:27,0 |
| 03. | Shanghai Jianqiao University | 10 | 3 | 4 | 3 | 10:10 | 26,0:24,0 |
| 04. | Shandong Qilu Evening News   | 10 | 4 | 2 | 4 | 10:10 | 25,0:25,0 |
| 05. | Jiangsu Netcom               | 10 | 2 | 4 | 4 | 8:12  | 24,0:26,0 |
| 06. | Zhejiang Medicine            | 10 | 3 | 0 | 7 | 6:14  | 24,5:25,5 |

#### Entscheidungen
|  | Chinesischer Mannschaftsmeister: Beijing Patriots |

#### Kreuztabelle
| Ergebnisse | Ergebnisse                   | 01. | 01. | 02. | 02. | 03. | 03. | 04. | 04. | 05. | 05. | 06. | 06. |
| ---------- | ---------------------------- | --- | --- | --- | --- | --- | --- | --- | --- | --- | --- | --- | --- |
| 01.        | Beijing Patriots             |     |     | 3½  | 4   | 3   | 1   | 1½  | 3   | 2½  | 3   | 3   | 3   |
| 02.        | Hebei Tianwei School         | 1½  | 1   |     |     | 3   | 2½  | 1½  | 1   | 3   | 3   | 3   | 3½  |
| 03.        | Shanghai Jianqiao University | 2   | 4   | 2   | 2½  |     |     | 2½  | 3½  | 2½  | 2½  | 3½  | 1   |
| 04.        | Shandong Qilu Evening News   | 3½  | 2   | 3½  | 4   | 2½  | 1½  |     |     | 2   | 2½  | 3   | ½   |
| 05.        | Jiangsu Netcom               | 2½  | 2   | 2   | 2   | 2½  | 2½  | 3   | 2½  |     |     | 2   | 3   |
| 06.        | Zhejiang Medicine            | 2   | 2   | 2   | 1½  | 1½  | 4   | 2   | 4½  | 3   | 2   |     |     |

Anmerkung: An erster Stelle steht jeweils das Ergebnis des Hinspiels, an zweiter Stelle das des Rückspiels.

### B-Finale
Schon vor der letzten Runde standen Wuxi Tiancheng Real Estate und Shenzhen Shirble als Absteiger in die Division B fest. Da allerdings die Wenzhou Law School auf ihren Startplatz in der nächsten Saison verzichtete, erreichte Wuxi Tiancheng Real Estate noch den Klassenerhalt.

#### Abschlusstabelle
| Pl. | Verein                     | Sp | G | U | V | MP  | Brett-P.  |
| --- | -------------------------- | -- | - | - | - | --- | --------- |
| 07. | Guangdong                  | 5  | 3 | 2 | 0 | 8:2 | 14,0:11,0 |
| 08. | Tianjin                    | 5  | 2 | 3 | 0 | 7:3 | 14,5:10,5 |
| 09. | Wenzhou Law School         | 5  | 2 | 2 | 1 | 6:4 | 13,0:12,0 |
| 10. | Chongqing Mobile           | 5  | 2 | 2 | 1 | 6:4 | 13,0:12,0 |
| 11. | Wuxi Tiancheng Real Estate | 5  | 1 | 0 | 4 | 2:8 | 10,5:14,5 |
| 12. | Shenzhen Shirble           | 5  | 0 | 1 | 4 | 1:9 | 10,0:15,0 |

#### Entscheidungen
|  | Absteiger in die Division B: Wenzhou Law School (freiwilliger Rückzug), Shenzhen Shirble |

#### Kreuztabelle
| Ergebnisse | Ergebnisse                 | 07. | 08. | 09. | 10. | 11. | 12. |
| ---------- | -------------------------- | --- | --- | --- | --- | --- | --- |
| 07.        | Guangdong                  |     | 2½  | 3   | 2½  | 3   | 3   |
| 08.        | Tianjin                    | 2½  |     | 2½  | 2½  | 3½  | 3½  |
| 09.        | Wenzhou Law School         | 2   | 2½  |     | 3   | 3   | 2½  |
| 10.        | Chongqing Mobile           | 2½  | 2½  | 2   |     | 3   | 3   |
| 11.        | Wuxi Tiancheng Real Estate | 2   | 1½  | 2   | 2   |     | 3   |
| 12.        | Shenzhen Shirble           | 2   | 1½  | 2½  | 2   | 2   |     |

## Die Meistermannschaft
| 1.            | Beijing Patriots                                                                                     |
| Schachfiguren | Ye Jiangchuan, Giorgi Katscheischwili, Wu Shaobin, Zhao Xue, Li Chao, Xie Jun, Xu Yuanyuan, Wang Yu. |